# Veturius sinuatocollis
Veturius sinuatocollis es una especie de coleóptero de la familia Passalidae.

## Distribución geográfica
Habita en México y Panamá.